# Jaime Toledo
Jaime Toledo Olivo (ur. 23 kwietnia 1989 w Escuinapie) – meksykański piłkarz występujący na pozycji środkowego pomocnika.

## Kariera klubowa
Toledo jest wychowankiem drużyny Club Santos Laguna z siedzibą w mieście Torreón. Do seniorskiego zespołu został włączony w wieku 19 lat przez trenera Daniela Guzmána. W meksykańskiej Primera División zadebiutował 12 października 2008 w przegranym 0:2 meczu z Pachucą. Pierwszego gola w najwyższej klasie rozgrywkowej strzelił 13 kwietnia 2011 w wygranej 4:0 konfrontacji z Pueblą. W rozgrywkach Bicentenario 2010, Apertura 2010 i Apertura 2011 wywalczył z Santos Laguną wicemistrzostwa Meksyku.
| Sezon     | Klub               | Kraj   | Rozgrywki        | Mecze | Bramki |
| --------- | ------------------ | ------ | ---------------- | ----- | ------ |
| 2008/2009 | Club Santos Laguna | Meksyk | Primera División | 2     | 0      |
| 2009/2010 | Club Santos Laguna | Meksyk | Primera División | 2     | 0      |
| 2010/2011 | Club Santos Laguna | Meksyk | Primera División | 7     | 1      |
| 2011/2012 | Club Santos Laguna | Meksyk | Primera División |       |        |